# Роман Бугарски
Роман (бугарски: Роман) је био бугарски цар од 977. до 997. године.

## Биографија
Роман је био други преживели син Петра I Бугарског и Марије Лакапин, унуке византијског цара Романа I Лакапина. Рођен је око 930. године када је са мајком и старијим братом посетио Цариград. О Романовом животу нема података до 968. године када је, заједно са братом Борисем, у Цариграду преговарао око склапања мира са византијским царем Нићифором II и стварањем савеза за борбу против кијевског кнеза Свјатослава I кога је византијски цар раније позвао у борбу против Бугарске. Након очеве абдикације (969), Борис и Роман се под непознатим околностима враћају у Бугарску. Борис је наследио свога оца на царском престолу. Након пораза Руса код Аркадиопоља (970) Роман је, заједно са братом, одведен у Цариград где је кастриран. Византинци нису успели успоставити власт над некадашњим бугарским територијама. Већину територија држали су бугарски владари племићке породице Комитопули (Давид, Мојсије, Арон и Самуило). Борис и Роман успели су побећи из заробљеништва након смрти византијског цара Цимискија (976). Борис је убијен приликом покушаја преласка бугарске границе јер су га граничари заменили за Византинца (носио је византијску одећу). Роман је преузео царску круну. Иако је Роман формално носио царску круну, прави бугарски владар био је војсковођа Самуило, најмлађи син комеса Николе. Роман је присиљен да се замонаши. Василије II Бугароубица заробио га је 991. године. У заробљеништву је провео последње године живота. Умро је 997. године.